# Forty Modlińskie
Forty Modlińskie este o arie protejată (sit de importanță comunitară — SCI) din Polonia întinsă pe o suprafață de 176,49 ha, integral pe uscat.

## Localizare
Centrul sitului Forty Modlińskie este situat la coordonatele 52°23′22″N 20°43′00″E / 52.3895°N 20.7168°E.

## Înființare
Situl Forty Modlińskie a fost declarat sit de importanță comunitară în martie 2007 pentru a proteja 4 specii de animale.

## Biodiversitate
Situată în ecoregiunea continentală, aria protejată nu include niciun habitat protejat.
La baza desemnării sitului se află mai multe specii protejate de  mamifere (4): liliac cârn (Barbastella barbastellus), liliac cu urechi mari (Myotis bechsteinii), liliac de iaz (Myotis dasycneme), liliac comun (Myotis myotis).
Pe lângă speciile protejate, pe teritoriul sitului au mai fost identificate 8 specii de mamifere.